# Zeleneč
Zeleneč é um município da Eslováquia, situado no distrito de Trnava, na região de Trnava. Tem 11,75 km² de área e sua população em 2019 foi estimada em 2576 habitantes.

## Demografia
| Ano:        | 1994 | 2004   | 2014   | 2024   |
| ----------- | ---- | ------ | ------ | ------ |
| Broj ljudi: | 2396 | 2377   | 2576   | 2578   |
| Razlika:    |      | -0,79% | +8,37% | +0,07% |

| Ano:               | 2023 | 2024   |
| ------------------ | ---- | ------ |
| Número de pessoas: | 2604 | 2578   |
| Diferença:         |      | -0,99% |